# 가쓰라기촌 (후쿠오카현)
가쓰라기촌(葛城村)은 후쿠오카현 지쿠조군에 있던 촌이다. 현재의 지쿠조정의 일부에 해당한다.

## 지리
구니미산 북쪽 기슭, 고쿠라쿠지강과 이와마루강 유역의 계곡에 위치했다.

## 역사
- 1889년 4월 1일 - 정촌제 시행에 의해 고게군 가쓰라기촌이 성립하였다.
- 1896년 4월 1일 - 지쿠조군에 소속되었다.
- 1955년 1월 1일 - 핫타촌, 니시스다촌과 신설합병해 시다정이 성립, 동일 가쓰라기촌은 폐지되었다.

## 참고문헌
- 角川日本地名大辞典 40 福岡県
- 『市町村名変遷辞典』東京堂出版、1990年。